# Herald Sun Tour 2020
Herald Sun Tour 2020 var den 67. udgave af det australske landevejscykelløb i Victoria. Løbet foregik i perioden 5. februar til 9. februar 2020. Løbet var en del af UCI Oceania Tour 2020 og var i kategorien 2.1. Den samlede vinder af løbet blev australske Jai Hindley fra Team Sunweb.

## Hold
| UCI WorldTeams (4)- Mitchelton-Scott - EF Pro Cycling - Team Sunweb - Israel Start-Up Nation UCI Kontinentalhold (9)- Sapura - Team BridgeLane - St George Continental Cycling Team - Kinan Cycling Team - ARA Pro Racing Sunshine Coast - Oliver's Real Food - Aevolo - Black Spoke Pro Cycling Academy - Nero Continental Landshold med navnesponsor- Korda Mentha Real Estate Australia |
| |

### Danske ryttere
- Asbjørn Kragh Andersen kørte for Team Sunweb

## Etaperne
| Etape    | Dato    | Start – Mål              | type              | Afstand (km) | Etapevinder     | Førende rytter  |
| -------- | ------- | ------------------------ | ----------------- | ------------ | --------------- | --------------- |
| 1. etape | 5. feb. | Nagambie – Shepparton    | flad etape        | 120,7        | Alberto Dainese | Alberto Dainese |
| 2. etape | 6. feb. | Beechworth – Falls Creek | middel bjergetape | 117,6        | Jai Hindley     | Jai Hindley     |
| 3. etape | 7. feb. | Bright – Wangaratta      | kuperet etape     | 178,1        | Kaden Groves    | Jai Hindley     |
| 4. etape | 8. feb. | Mansfield – Mount Buller | middel bjergetape | 106,6        | Jai Hindley     | Jai Hindley     |
| 5. etape | 9. feb. | Melbourne – Melbourne    | flad etape        | 89,1         | Kaden Groves    | Jai Hindley     |

### 1. etape
| Nagambie - Shepparton | flad etape | (120,7 km) |

| \| Etaperesultat \| Etaperesultat \| Etaperesultat \| Etaperesultat \| Etaperesultat \| \| Rytter \| Rytter \| Hold \| Tid \| \| \| ------------- \| ----------------- \| ---------------------------------- \| ------------- \| ------------- \| \| 1. \| Alberto Dainese \| Team Sunweb \| 2t 36' 42" \| \| \| 2. \| Kaden Groves \| Mitchelton-Scott \| + 0" \| \| \| 3. \| Moreno Hofland \| EF Pro Cycling \| + 0" \| \| \| 4. \| Mihkel Räim \| Israel Start-Up Nation \| + 0" \| \| \| 5. \| Godfrey Slattery \| Korda Mentha Real Estate Australia \| + 0" \| \| \| 6. \| Michael Rice \| Hagens Berman Axeon \| + 0" \| \| \| 7. \| Roy Eefting \| Team Sapura Cycling \| + 0" \| \| \| 8. \| Yasuharu Nakajima \| Kinan Cycling Team \| + 0" \| \| \| 9. \| Thomas Scully \| EF Pro Cycling \| + 0" \| \| |                   |                                    |            |
| |                   |                                    |            |
| |                   |                                    |            |
| Etaperesultat |                   |                                    |            |
| Rytter | Rytter            | Hold                               | Tid        |
| 1. | Alberto Dainese   | Team Sunweb                        | 2t 36' 42" |
| 2. | Kaden Groves      | Mitchelton-Scott                   | + 0"       |
| 3. | Moreno Hofland    | EF Pro Cycling                     | + 0"       |
| 4. | Mihkel Räim       | Israel Start-Up Nation             | + 0"       |
| 5. | Godfrey Slattery  | Korda Mentha Real Estate Australia | + 0"       |
| 6. | Michael Rice      | Hagens Berman Axeon                | + 0"       |
| 7. | Roy Eefting       | Team Sapura Cycling                | + 0"       |
| 8. | Yasuharu Nakajima | Kinan Cycling Team                 | + 0"       |
| 9. | Thomas Scully     | EF Pro Cycling                     | + 0"       |

| \| Samlede stilling \| Samlede stilling \| Samlede stilling \| Samlede stilling \| Samlede stilling \| \| Rytter \| Rytter \| Hold \| Tid \| \| \| ---------------- \| ---------------- \| ---------------------------------- \| ---------------- \| ---------------- \| \| 1. \| Alberto Dainese \| Team Sunweb \| 2t 36' 42" \| \| \| 2. \| Kaden Groves \| Mitchelton-Scott \| + 4" \| \| \| 3. \| Moreno Hofland \| EF Pro Cycling \| + 6" \| \| \| 4. \| Roy Eefting \| Team Sapura Cycling \| + 7" \| \| \| 5. \| Benjamin Hill \| Team BridgeLane \| + 7" \| \| \| 6. \| Craig Wiggins \| St George Continental Cycling Team \| + 9" \| \| \| 8. \| Mihkel Räim \| Israel Start-Up Nation \| + 10" \| \| \| 9. \| Godfrey Slattery \| Korda Mentha Real Estate Australia \| + 10" \| \| \| 10. \| Michael Rice \| Hagens Berman Axeon \| + 10" \| \| |                  |                                    |            |
| |                  |                                    |            |
| |                  |                                    |            |
| Samlede stilling |                  |                                    |            |
| Rytter | Rytter           | Hold                               | Tid        |
| 1. | Alberto Dainese  | Team Sunweb                        | 2t 36' 42" |
| 2. | Kaden Groves     | Mitchelton-Scott                   | + 4"       |
| 3. | Moreno Hofland   | EF Pro Cycling                     | + 6"       |
| 4. | Roy Eefting      | Team Sapura Cycling                | + 7"       |
| 5. | Benjamin Hill    | Team BridgeLane                    | + 7"       |
| 6. | Craig Wiggins    | St George Continental Cycling Team | + 9"       |
| 8. | Mihkel Räim      | Israel Start-Up Nation             | + 10"      |
| 9. | Godfrey Slattery | Korda Mentha Real Estate Australia | + 10"      |
| 10. | Michael Rice     | Hagens Berman Axeon                | + 10"      |

### 2. etape
| Beechworth - Falls Creek | middel bjergetape | (117,6 km) |

| \| Etaperesultat \| Etaperesultat \| Etaperesultat \| Etaperesultat \| Etaperesultat \| \| Rytter \| Rytter \| Hold \| Tid \| \| \| ------------- \| ----------------- \| ------------------- \| ------------- \| ------------- \| \| 1. \| Jai Hindley \| Team Sunweb \| 3t 06' 29" \| \| \| 2. \| Damien Howson \| Mitchelton-Scott \| + 0" \| \| \| 3. \| Sebastian Berwick \| \| + 0" \| \| \| 4. \| Neilson Powless \| EF Pro Cycling \| + 13" \| \| \| 5. \| Michael Storer \| Team Sunweb \| + 37" \| \| \| 6. \| Jesse Ewart \| Team Sapura Cycling \| + 49" \| \| \| 7. \| James Whelan \| EF Pro Cycling \| + 1' 01" \| \| \| 8. \| Jay Vine \| Nero Continental \| + 1' 01" \| \| \| 9. \| Thomas Lebas \| Kinan Cycling Team \| + 1' 05" \| \| \| 10. \| Robert Power \| Team Sunweb \| + 1' 09" \| \| |                   |                     |            |
| |                   |                     |            |
| |                   |                     |            |
| Etaperesultat |                   |                     |            |
| Rytter | Rytter            | Hold                | Tid        |
| 1. | Jai Hindley       | Team Sunweb         | 3t 06' 29" |
| 2. | Damien Howson     | Mitchelton-Scott    | + 0"       |
| 3. | Sebastian Berwick |                     | + 0"       |
| 4. | Neilson Powless   | EF Pro Cycling      | + 13"      |
| 5. | Michael Storer    | Team Sunweb         | + 37"      |
| 6. | Jesse Ewart       | Team Sapura Cycling | + 49"      |
| 7. | James Whelan      | EF Pro Cycling      | + 1' 01"   |
| 8. | Jay Vine          | Nero Continental    | + 1' 01"   |
| 9. | Thomas Lebas      | Kinan Cycling Team  | + 1' 05"   |
| 10. | Robert Power      | Team Sunweb         | + 1' 09"   |

| \| Samlede stilling \| Samlede stilling \| Samlede stilling \| Samlede stilling \| Samlede stilling \| \| Rytter \| Rytter \| Hold \| Tid \| \| \| ---------------- \| ----------------- \| ------------------- \| ---------------- \| ---------------- \| \| 1. \| Jai Hindley \| Team Sunweb \| 5t 43' 01" \| \| \| 2. \| Damien Howson \| Mitchelton-Scott \| + 4" \| \| \| 3. \| Sebastian Berwick \| \| + 6" \| \| \| 4. \| Neilson Powless \| EF Pro Cycling \| + 23" \| \| \| 5. \| Michael Storer \| Team Sunweb \| + 47" \| \| \| 6. \| Jesse Ewart \| Team Sapura Cycling \| + 59" \| \| \| 7. \| James Whelan \| EF Pro Cycling \| + 1' 01" \| \| \| 8. \| Jay Vine \| Nero Continental \| + 1' 01" \| \| \| 9. \| Thomas Lebas \| Kinan Cycling Team \| + 1' 15" \| \| \| 10. \| Robert Power \| Team Sunweb \| + 1' 19" \| \| |                   |                     |            |
| |                   |                     |            |
| |                   |                     |            |
| Samlede stilling |                   |                     |            |
| Rytter | Rytter            | Hold                | Tid        |
| 1. | Jai Hindley       | Team Sunweb         | 5t 43' 01" |
| 2. | Damien Howson     | Mitchelton-Scott    | + 4"       |
| 3. | Sebastian Berwick |                     | + 6"       |
| 4. | Neilson Powless   | EF Pro Cycling      | + 23"      |
| 5. | Michael Storer    | Team Sunweb         | + 47"      |
| 6. | Jesse Ewart       | Team Sapura Cycling | + 59"      |
| 7. | James Whelan      | EF Pro Cycling      | + 1' 01"   |
| 8. | Jay Vine          | Nero Continental    | + 1' 01"   |
| 9. | Thomas Lebas      | Kinan Cycling Team  | + 1' 15"   |
| 10. | Robert Power      | Team Sunweb         | + 1' 19"   |

### 3. etape
| Bright - Wangaratta | kuperet etape | (178,1 km) |

| \| Etaperesultat \| Etaperesultat \| Etaperesultat \| Etaperesultat \| Etaperesultat \| \| Rytter \| Rytter \| Hold \| Tid \| \| \| ------------- \| ---------------- \| ---------------------------------- \| ------------- \| ------------- \| \| 1. \| Kaden Groves \| Mitchelton-Scott \| 4t 07' 27" \| \| \| 2. \| Alberto Dainese \| Team Sunweb \| + 0" \| \| \| 3. \| Mihkel Räim \| Israel Start-Up Nation \| + 0" \| \| \| 4. \| Moreno Hofland \| EF Pro Cycling \| + 0" \| \| \| 5. \| Michael Rice \| Hagens Berman Axeon \| + 0" \| \| \| 6. \| Michael Freiberg \| ARA Pro Racing Sunshine Coast \| + 2" \| \| \| 7. \| Hayden McCormick \| Black Spoke Pro Cycling Academy \| + 2" \| \| \| 8. \| Omer Goldstein \| Israel Start-Up Nation \| + 2" \| \| \| 9. \| Godfrey Slattery \| Korda Mentha Real Estate Australia \| + 2" \| \| \| 10. \| Samuel Jenner \| Team BridgeLane \| + 2" \| \| |                  |                                    |            |
| |                  |                                    |            |
| |                  |                                    |            |
| Etaperesultat |                  |                                    |            |
| Rytter | Rytter           | Hold                               | Tid        |
| 1. | Kaden Groves     | Mitchelton-Scott                   | 4t 07' 27" |
| 2. | Alberto Dainese  | Team Sunweb                        | + 0"       |
| 3. | Mihkel Räim      | Israel Start-Up Nation             | + 0"       |
| 4. | Moreno Hofland   | EF Pro Cycling                     | + 0"       |
| 5. | Michael Rice     | Hagens Berman Axeon                | + 0"       |
| 6. | Michael Freiberg | ARA Pro Racing Sunshine Coast      | + 2"       |
| 7. | Hayden McCormick | Black Spoke Pro Cycling Academy    | + 2"       |
| 8. | Omer Goldstein   | Israel Start-Up Nation             | + 2"       |
| 9. | Godfrey Slattery | Korda Mentha Real Estate Australia | + 2"       |
| 10. | Samuel Jenner    | Team BridgeLane                    | + 2"       |

| \| Samlede stilling \| Samlede stilling \| Samlede stilling \| Samlede stilling \| Samlede stilling \| \| Rytter \| Rytter \| Hold \| Tid \| \| \| ---------------- \| ----------------- \| ---------------------------------- \| ---------------- \| ---------------- \| \| 1. \| Jai Hindley \| Team Sunweb \| 9t 50' 30" \| \| \| 2. \| Damien Howson \| Mitchelton-Scott \| + 4" \| \| \| 3. \| Sebastian Berwick \| \| + 6" \| \| \| 4. \| Neilson Powless \| EF Pro Cycling \| + 23" \| \| \| 5. \| Michael Storer \| Team Sunweb \| + 47" \| \| \| 6. \| Jesse Ewart \| Team Sapura Cycling \| + 59" \| \| \| 7. \| James Whelan \| EF Pro Cycling \| + 1' 08" \| \| \| 8. \| Jay Vine \| Nero Continental \| + 1' 11" \| \| \| 9. \| Thomas Lebas \| Kinan Cycling Team \| + 1' 15" \| \| \| 10. \| Rudy Porter \| Korda Mentha Real Estate Australia \| + 1' 39" \| \| |                   |                                    |            |
| |                   |                                    |            |
| |                   |                                    |            |
| Samlede stilling |                   |                                    |            |
| Rytter | Rytter            | Hold                               | Tid        |
| 1. | Jai Hindley       | Team Sunweb                        | 9t 50' 30" |
| 2. | Damien Howson     | Mitchelton-Scott                   | + 4"       |
| 3. | Sebastian Berwick |                                    | + 6"       |
| 4. | Neilson Powless   | EF Pro Cycling                     | + 23"      |
| 5. | Michael Storer    | Team Sunweb                        | + 47"      |
| 6. | Jesse Ewart       | Team Sapura Cycling                | + 59"      |
| 7. | James Whelan      | EF Pro Cycling                     | + 1' 08"   |
| 8. | Jay Vine          | Nero Continental                   | + 1' 11"   |
| 9. | Thomas Lebas      | Kinan Cycling Team                 | + 1' 15"   |
| 10. | Rudy Porter       | Korda Mentha Real Estate Australia | + 1' 39"   |

### 4. etape
| Mansfield - Mount Buller | middel bjergetape | (106,6 km) |

| \| Etaperesultat \| Etaperesultat \| Etaperesultat \| Etaperesultat \| Etaperesultat \| \| Rytter \| Rytter \| Hold \| Tid \| \| \| ------------- \| ------------- \| ------------- \| ------------- \| ------------- \| |        |      |     |
| |        |      |     |
| |        |      |     |
| Etaperesultat |        |      |     |
| Rytter | Rytter | Hold | Tid |

| \| Samlede stilling \| Samlede stilling \| Samlede stilling \| Samlede stilling \| Samlede stilling \| \| Rytter \| Rytter \| Hold \| Tid \| \| \| ---------------- \| ---------------- \| ---------------- \| ---------------- \| ---------------- \| |        |      |     |
| |        |      |     |
| |        |      |     |
| Samlede stilling |        |      |     |
| Rytter | Rytter | Hold | Tid |

### 5. etape
| Melbourne - Melbourne | flad etape | (89,1 km) |

| \| Etaperesultat \| Etaperesultat \| Etaperesultat \| Etaperesultat \| Etaperesultat \| \| Rytter \| Rytter \| Hold \| Tid \| \| \| ------------- \| ------------- \| ------------- \| ------------- \| ------------- \| |        |      |     |
| |        |      |     |
| |        |      |     |
| Etaperesultat |        |      |     |
| Rytter | Rytter | Hold | Tid |

## Resultater
| \| Samlede stilling \| Samlede stilling \| Samlede stilling \| Samlede stilling \| Samlede stilling \| \| Rytter \| Rytter \| Hold \| Tid \| \| \| ---------------- \| ---------------- \| ---------------- \| ---------------- \| ---------------- \| |        |      |     |
| |        |      |     |
| Kilde: ProCyclingStats |        |      |     |
| Samlede stilling |        |      |     |
| Rytter | Rytter | Hold | Tid |

| Samlede stilling | Samlede stilling | Samlede stilling | Samlede stilling | Samlede stilling |
| Rytter           | Rytter           | Hold             | Tid              |                  |
| ---------------- | ---------------- | ---------------- | ---------------- | ---------------- |

| Pointkonkurrence | Pointkonkurrence | Pointkonkurrence | Pointkonkurrence | Pointkonkurrence |
| Rytter           | Rytter           | Hold             | Point            |                  |
| ---------------- | ---------------- | ---------------- | ---------------- | ---------------- |

| Pointkonkurrence | Pointkonkurrence | Pointkonkurrence | Pointkonkurrence | Pointkonkurrence |
| Rytter           | Rytter           | Hold             | Point            |                  |
| ---------------- | ---------------- | ---------------- | ---------------- | ---------------- |

| Bjergkonkurrence | Bjergkonkurrence | Bjergkonkurrence | Bjergkonkurrence | Bjergkonkurrence |
| Rytter           | Rytter           | Hold             | Point            |                  |
| ---------------- | ---------------- | ---------------- | ---------------- | ---------------- |

| Bjergkonkurrence | Bjergkonkurrence | Bjergkonkurrence | Bjergkonkurrence | Bjergkonkurrence |
| Rytter           | Rytter           | Hold             | Point            |                  |
| ---------------- | ---------------- | ---------------- | ---------------- | ---------------- |

| Ungdomskonkurrence | Ungdomskonkurrence | Ungdomskonkurrence | Ungdomskonkurrence | Ungdomskonkurrence |
| Rytter             | Rytter             | Hold               | Tid                |                    |
| ------------------ | ------------------ | ------------------ | ------------------ | ------------------ |

| Ungdomskonkurrence | Ungdomskonkurrence | Ungdomskonkurrence | Ungdomskonkurrence | Ungdomskonkurrence |
| Rytter             | Rytter             | Hold               | Tid                |                    |
| ------------------ | ------------------ | ------------------ | ------------------ | ------------------ |

### Holdkonkurrencen
| Holdkonkurrence | Holdkonkurrence | Holdkonkurrence | Holdkonkurrence |
| Hold            | Hold            | Tid             |                 |
| --------------- | --------------- | --------------- | --------------- |